# Casey Stengel
Charles Dillon "Casey" Stengel (30 de julho de 1890 – 29 de setembro de 1975) foi um jogador profissional de beisebol que atuou na Major League Baseball como campista direito e treinador melhor conhecido como treinador dos campeões New York Yankees dos anos 1950 e posteriormente da expansão New York Mets. Ele foi eleito para o Baseball Hall of Fame em 1966.
Stengel nasceu em Kansas City. Em 1910, começou sua carreira profissional no beisebol que duraria mais de meio século. Após quase três temporadas nas ligas menores, Stengel foi para as grandes ligas como defensor externo pelo [Los Angeles Dodgers|[Brooklyn Dodgers]]. Em suas seis temporadas com a equioe, alcançou algum sucesso, incluindo ser campeão pelo Brooklyn de 1916 na National League, mas também ganhou a reputação de brincalhão. Após repetidos confrontos sobre pagamentos com o proprietário dos Dodgers, Charlie Ebbets, Stengel foi negociado com o Pittsburgh Pirates em 1918, mas naquele verão se alistou na Marinha para o restante da Primeira Guerra Mundial. Continuou com suas disputas sobre pagamentos, resultando na negociação com o Philadelphia Phillies em 1919, e para o New York Giants em  1921. Lá aprendeu muito sobre beisebol do treinador John McGraw e teve alguns dos momentos mais gloriosos em sua carreira, tais como rebater um inside-the-park home run no Jogo 1 da World Series de 1923, na qual venceram os Yankees. Sua carreira como jogador nas grandes ligas se encerrou no Boston Braves em 1925, e então iniciou sua carreira como treinador.
Os primeiros doze anos da carreira de Stengel como treinador trouxeram em sua maioria resultados fracos, especialmente durante em sua passagem nos Dodgers (1934–1936) e nos Braves (1938–1943). Posteriormente desfrutou de algum sucesso nas ligas menores e o gerente geral dos Yankees George Weiss o contratou como treinador em outubro de 1948. Os Yankees de Stengel venceram a World Series cinco vezes consecutivas (1949–1953), a única vez que o feito foi alcançado. Embora a equipe tenha ganho dez flâmulas em sua doze temporadas, e tenha vencido sete World Series, seus últimos dois anos tiveram pouco sucesso, com um terceiro lugar em 1959 e uma derrota na World Series de 1960. Aos 70 anos, ele foi demitido pelos Yankees logo após a derrota.
Stengel tornou-se famoso por sua maneira de falar bem humorada e às vezes desconexa enquanto com os Yankees, e essas habilidades de carisma serviram bem à expansão dos Mets quando o contrataram no final de 1961. Ele promoveu a equipe incansavelmente, além de gerenciá-la, com um cartel de 40 vitórias e 120 derrotas, a maior perda de qualquer equipe da MLB do século XX. A equipe terminou em último nos quatro anos em que ele a treinou mas teve apoio considerável dos fãs. Stengel se aposentou em 1965 e se tornou um elemento de destaque nos eventos de beisebol pelo resto de sua vida. Embora Stengel seja algumas vezes descrito como um dos grandes treinadores da história da liga principal, outros contrastaram seu sucesso durante os anos com os Yankees com sua falta de sucesso em outros momentos, e concluíram que ele era apenas um bom técnico quando recebia bons jogadores. Stengel é lembrado como uma das grandes figuras da história do beisebol.